# Fosa Miejska we Wrocławiu

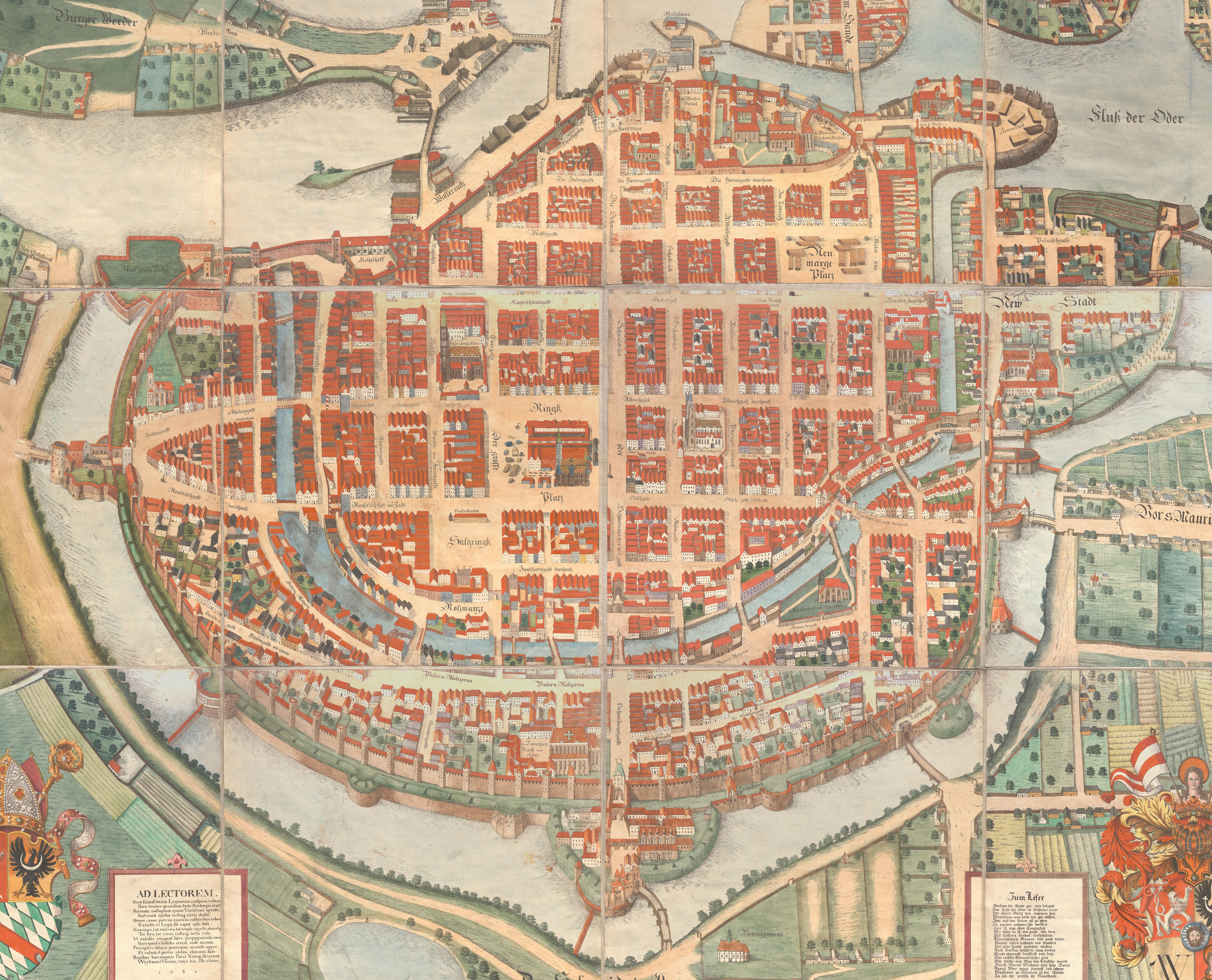
Aksonometryczny plan Wrocławia z 1562, kopia Partscha z 1826 r.: u dołu i z lewej zewnętrzny pierścień fosy z bastionami; wewnątrz tego pierścienia fosa wewnętrzna

Fosa Miejska we Wrocławiu – pozostałości skomplikowanego systemu umocnień Wrocławia, w znacznej mierze opartego o naturalne i sztuczne odcinki rzeki Odry i wpadającej do niej Oławy. Zachowane do dziś fragmenty fosy, wzdłuż której biegnie ul. Podwale, stanowiły element zewnętrznego pierścienia umocnień okalającego miasto, od północnego wschodu i wschodu, na najdłuższym swym odcinku – od południa, oraz częściowo od zachodu. Obecnie pas zieleni wzdłuż fosy (oraz dalej Odry) nazwany został Promenadą Staromiejską.
Fosa wewnętrzna, zwana była Oławą Miejską, albo Czarną Oławą i powstała w XIII wieku. Wkrótce jednak, jeszcze w tym samym stuleciu wytyczono zewnętrzną linię fortyfikacji z drugą, zewnętrzną fosą odległą od Czarnej Oławy o około trzysta metrów, zyskując w ten sposób sporą połać gruntów pod zabudowę. Początkowo zewnętrzna fosa przebiegała w środkowym odcinku nieco bardziej na północ, zaś kościół i klasztor joannitów znajdował się na wysuniętym przed Bramę Świdnicką półwyspie. Wzdłuż fosy przebiegał mur z basztami, w początku ery nowożytnej uzupełnionymi o basteje. W XVII wieku zastąpiono je nowym obwodem bastionowym, zmieniając też nieco przebieg fosy i nadając jej rzutowi geometryczne formy.
Po zajęciu miasta przez wojska Związku Reńskiego pod wodzą Hieronima Bonapartego nakazano wyburzenie fortyfikacji, co nastąpiło w latach 1807–1810. Systematycznie zasypywano przy tym kolejne fragmenty obu fos. Fosa wewnętrzna została całkowicie zlikwidowana około 1869; po jej – w przybliżeniu – śladzie dziś przebiega trasa W-Z. Z zewnętrznej fosy zachowały się natomiast znaczne fragmenty. Całkowicie zlikwidowano fragmenty umocnień opartych o odnogę Odry w północnej (prawobrzeżnej) części miasta, wskutek czego m.in. Ostrów Tumski przestał być prawdziwym „ostrowem” (wyspą). Z zasypanych koryt i przekopów w prawobrzeżnej części miasta pozostał do dziś tylko niewielki staw w Ogrodzie Botanicznym i drugi, w pobliżu, przy ul. Prusa (w parku Tołpy). 
Ostatni odcinek fosy zewnętrznej wraz z łącznikiem do rzeki Oławy (rejon dzisiejszego Parku Słowackiego i zachowanego do dziś obniżenia terenu na Placu Społecznym) zlikwidowano w latach siedemdziesiątych i osiemdziesiątych XIX wieku. W miejscu dawnych obwałowań założono Promenadę Miejską. Z systemu bastionów pozostały dwa wzgórza: zwieńczone glorietą i nieistniejącą już wieżą Wzgórze Liebicha (Liebichhöhe), zwane dziś Wzgórzem Partyzantów oraz Wzgórze Holteia (Holteihöhe), obecnie określane jako Wzgórze Polskie.
Co najmniej dwukrotnie władze miasta Wrocławia rozważały całkowitą likwidację (zasypanie) Fosy Miejskiej. Plany takie powstały m.in. w wieku XIX, ale nie zostały wówczas zrealizowane. Po zakończeniu oblężenia Festung Breslau w roku 1945 pomysł ten powrócił, z uzasadnieniem wykorzystania Fosy jako wysypisko gruzu, co miałoby być względnie tanim rozwiązaniem problemu miasta, które zmuszone zostało do wywiezienia z ulic 18 milionów metrów sześciennych gruzu. Także i ten pomysł jednak nie został wprowadzony w życie, dzięki wstawiennictwu m.in. dziennikarza wrocławskiej gazety „Słowo Polskie”, red. Wacława Drozdowskiego.
Później wykonywano jedynie konserwację Fosy, przy czym pierwsze gruntowne jej odmulanie i czyszczenie nastąpiło dopiero około 1965 roku; przy tej okazji oprócz licznych nieczystości wywieziono z niej spore ilości niewybuchów i amunicji leżącej tam od czasów II wojny światowej. 